# 채비 (기업)
채비(영어: Chaevi)는 대한민국의 전기차 충전 인프라와 솔루션 기업이다.

## 역사
- 2016년: 회사 설립
- 2025년: 한국거래소에 코스닥 상장을 위한 예비심사 신청서 제출[3]